# Circuit des Charentes
Le Circuit des Charentes (ou Tour des Charentes) est une ancienne course cycliste française, organisée de 1922 à 1926 dans les Charentes.

## Palmarès
| Année | Vainqueur      | Deuxième         | Troisième        |
| ----- | -------------- | ---------------- | ---------------- |
| 1922  | Jean Hillarion | Robert Gerbaud   | Marcel Godard    |
| 1923  | ? Chauvières   | Eugène Robert    | Didier Meslard   |
| 1924  | Paul Lesault   | Georges Wesemael | ? Canton         |
| 1925  | Robert Reboul  | Jean Fontanel    | Georges Wesemael |
| 1926  | Paul Lerme     | Jean Mouveroux   |                  |